# 안나 비르기타 루트
안나 비르기타 루트(스웨덴어: Anna Birgitta Rooth, 1919년 5월 15일 ~ 2000년 6월 5일)는 스웨덴의 민속학자로, 웁살라 대학교의 교수였다. 1961년에는 노르드 신화의 로키가 원래 거미였다고 주장하였다.